# Mądrość Jezusa Chrystusa
Mądrość Jezusa Chrystusa – gnostycki utwór z Nag Hammadi (NHC III,4 oraz Berolinensis Gnosticus, p. 77,8-127,12) w formie dialogu objawiającego Zmartwychwstałego Chrystusa z uczniami. Utwór ma charakter niechrześcijański, ale zawiera liczne aluzje do Nowego Testamentu. Elementy chrześcijańskie zostały prawdopodobnie wprowadzone wtórnie (przez dodanie postaci Zbawcy i uczniów).